# Carlo Andrea Pozzo di Borgo

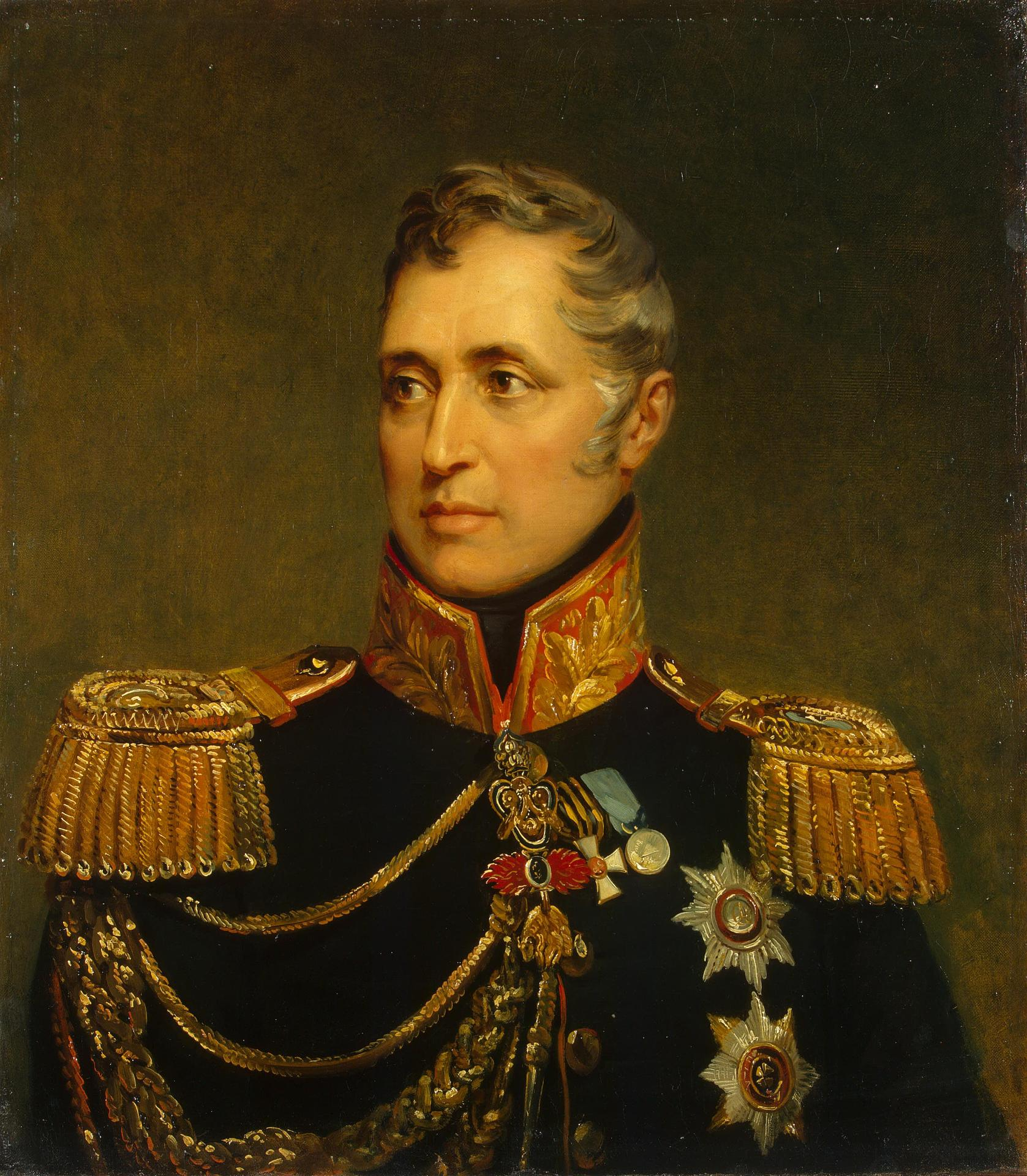
Carlo Andrea Graf Pozzo di Borgo

Carlo Andrea Graf Pozzo di Borgo (* 8. März 1764 in Alata; † 15. Februar 1842 in Paris) war ein korsischer Politiker und russischer Diplomat.

## Leben
Carlo Andrea Pozzo di Borgo wurde 1764 in Alata auf der Insel Korsika geboren. Er entstammte einer verarmten korsischen Adelsfamilie, die mit der korsischen Familie Bonaparte verfeindet war. Er studierte Jura und wurde Rechtsanwalt und Generalprokurator auf Korsika.
1791 wurde er als Vertreter der Stadt Ajaccio seiner revolutionären Gesinnung wegen in die französische Gesetzgebende Nationalversammlung als Abgeordneter gewählt. Er kehrte aber schon bald nach Korsika zurück und schloss sich dort der von Pascal Paoli geführten Unabhängigkeitsbewegung an. Er war während der kurzen Existenz des Anglo-korsischen Königreiches von 1794 bis 1796 Mitglied des korsischen Staatsrates. Nach dem Scheitern der Bemühungen Korsikas um Unabhängigkeit ging er als erbitterter Gegner Bonapartes nach England, wo er unter den französischen Emigranten gegen die französische Republik auftrat und auch in Deutschland und Italien als Agent für die exilierten Franzosen tätig war. 1802 trat er dann als Staatsrat in russische Dienste.
Nach dem Tilsiter Frieden verließ er den russischen Dienst wegen der frankreichfreundlichen Gesinnung des Zaren und ging auf Reisen. Nachdem er Österreich 1808 und 1809 mit seinem Rat gedient hatte, ging er über Konstantinopel, Syrien und Malta nach England zurück, wo er für seinen Hass auf Napoleon Bonaparte günstige Bedingungen vorfand. 1812 kehrte er nach Russland zurück und förderte dort das Zustandekommen der Verbindung zwischen dem Zaren Alexander und den Briten. Er lehnte dabei jede Versöhnung mit Napoleons Frankreich ab und betrieb nach dem Kriegsausbruch energisch den Vormarsch der verbündeten Heere auf Paris und die Restauration der Bourbonen. Nach der Niederlage Napoleons wurde er von 1814 bis 1835 russischer Botschafter in Paris, nahm am Wiener Kongress teil und schloss sich nach der Flucht Napoleons von Elba und dessen Rückkehr nach Frankreich als Kommissär des Zaren der britisch-preußischen Armee an. Er nahm an der Schlacht von Waterloo teil, in der er verwundet wurde.
Als Botschafter nach Paris zurückgekehrt, bot ihm König Ludwig XVIII. das Innenministerium und eine Pairie an, was er aber auf Wunsch des Zaren zurückwies. 1817 ernannte Zar Alexander I. ihn zum Generalleutnant. Er nahm großen Einfluss als russischer Botschafter auf alle zwischen den europäischen Großmächten getätigten wichtigen Verhandlungen und setzte sich nach der Julirevolution in Frankreich erfolgreich für die Anerkennung des Königs Louis-Philippe I. ein. Bereits am 7. September 1832 hatte ihm der preußische König Friedrich Wilhelm III. den Schwarzen Adlerorden verliehen. 1835 wechselte er auf den Posten des russischen Botschafters in London, wo er Einfluss auf den Ausgleich der Streitigkeiten zwischen den Niederlanden und dem neugegründeten Königreich Belgien nahm.

## Trivia
Carlo Andrea Pozzo di Borgo schenkte Iakovos Tombazis, dem späteren ersten Admiral der unabhängigen griechischen Flotte, eine elektrische Maschine – eine auf Hydra damals neuartige Erscheinung –, mit der dieser vor dem Ausbruch der griechischen Revolution experimentierte.
Valentine Pozzo di Borgo, eine Ururenkelin eines der Gründer des Duftunternehmens Givaudan, brachte in ihrer Firma für Düfte Quintessence die Parfumlinie Pozzo di Borgo heraus. Einer der Düfte für Herren wurde nach dem Geburtsdatum des Grafen 8 Mars 1764 genannt.

## Quelle
- Bilder-Conversations -Lexikon für das deutsche Volk, Dritter Band, Seite 551, F. A. Brockhaus, Leipzig, 1839

| Personendaten    | Personendaten                                          |
| ---------------- | ------------------------------------------------------ |
| NAME             | Pozzo di Borgo, Carlo Andrea                           |
| ALTERNATIVNAMEN  | Pozzo di Borgo, Carlo Andrea Graf (vollständiger Name) |
| KURZBESCHREIBUNG | französischer Politiker und Diplomat                   |
| GEBURTSDATUM     | 8. März 1764                                           |
| GEBURTSORT       | Alata                                                  |
| STERBEDATUM      | 15. Februar 1842                                       |
| STERBEORT        | Paris                                                  |